# バグラチオン作戦
バグラチオン作戦（バグラチオンさくせん、ロシア語: Белорусская операция、英語: Operation Bagration）は、独ソ戦開始から、ちょうど3年目にあたる1944年6月22日にベラルーシの首都ミンスク奪還を当初の目的とした、ドイツ中央軍集団に対する赤軍の4つの戦線の攻撃で始まり、さらに赤軍の包括的な作戦成功へと発展し、1944年8月末にヴィスワ川、東プロイセンの国境、リガ近郊で一時的に停止された攻勢作戦の名称である。
この作戦の結果、ドイツ中央軍集団は28個師団を喪失という回復不可能な大打撃を受け、戦線は大きく西に押し戻される事になり、ほぼポーランドまで移動した。作戦名はロシア帝国時代におけるナポレオン・ボナパルトとの祖国戦争で活躍したピョートル・バグラチオン将軍に由来する。軍事史において、この作戦は縦深攻撃の成功例とみなされている。
また、政治的には、ナチスドイツのソ連との講和の可能性が絶望的になり、ヒトラー暗殺計画が現出する状況となった。

## 作戦前の状況
1941年6月の独ソ戦開幕以来苦戦を強いられていたヨシフ・スターリンは、イギリスおよびアメリカに対してヨーロッパ西部に第二戦線を開くことを強く要求していた。連合軍は1943年7月にシチリア島上陸作戦を、9月にはイタリア本土上陸を行ったが、スターリンはあくまでフランスへの上陸を強く求め、1943年11月に開かれたテヘラン会談において北フランスへの上陸作戦が正式に決定した。翌年6月6日に開始されたノルマンディー上陸作戦により、ようやくスターリンが求めていた第二戦線が開かれた。
連合軍による北フランス上陸作戦が不可避であることはドイツ軍も察知しており、二正面化はもはや避けられない事態に陥っていた。それまでの西部戦線は二線級の部隊の配置・訓練、もしくは壊滅状態になった部隊の再編成の場であった。そのような状態から従来の主戦場である東部戦線から西部戦線に部隊の移動、補充が実施された。さらに、可能な限りの予備が抽出され、西部戦線に送られていた。一方、激しさを増してきた米英両軍によるドイツ本土及び占領地区への空襲に対抗するために、空軍、特に戦闘機部隊が西部戦線に移動されたため、かつてヴェルナー・メルダースの活躍で知られた第51戦闘航空団など一部の精鋭部隊が残ったとはいえ、東部戦線の防空力は大幅に低下していた。

### 南部と北部での後退
1943年7月のクルスクの戦い後、主導権は赤軍にわたり、8月にハリコフ、11月にキエフを奪回した赤軍は、冬の泥濘期で攻勢は終息するだろうというドイツ軍側の期待を覆し、1943年末から1944年5月にかけて攻勢は続いた。まず、ウクライナでは、1944年1月28日にドニエプル川西岸のチェルカースィでの第1ウクライナ方面軍(ニコライ・ヴァトゥーチン大将)および第2ウクライナ方面軍(イワン・コーネフ元帥)が攻勢を開始し、ドイツXI軍団とXXXXII軍団の6万人をコルスンに包囲し、壊滅的打撃を与えた（コルスン包囲戦）。ドニエプル河流域より駆逐された南方軍集団(エーリッヒ・フォン・マンシュタイン元帥)は、3月にカームヤネツィ＝ポジーリシクィイでの戦闘で第1装甲軍(ハンス＝ヴァレンティーン・フーベ上級大将)が包囲された（カメネツ＝ポドリスキー包囲戦）。その後、第2SS装甲軍団などの協力を得て包囲網突破には成功したが、戦線はガリツィア地方にまで後退した。3月30日、ヒトラーはマンシュタインとクライストに休養を命じた。4月5日、南方軍集団は北ウクライナ軍集団に改称され、ヴァルター・モーデル元帥が、マンシュタインの後任に起用された。
一方、A軍集団(エバルト・フォン・クライスト元帥)も、第3ウクライナ方面軍(ロディオン・マリノフスキー大将)に攻撃され、ブーク河を支えきれずベッサラビアまで後退する。4月5日には、A軍集団は南ウクライナ軍集団に改称され、クライストの後任にフェルディナント・シェルナー歩兵大将が任命された。なお、クリミア半島に取り残された第17軍(エルヴィン・イェーネッケ上級大将)は、大部分が海上からの脱出に失敗して7万5千の将兵を喪失し、5月13日にセヴァストポリは陥落した（ドニエプル・カルパチア作戦、クリミアの戦い（1944年））。
さらに北方においては1月14日に、900日にわたり包囲されていたレニングラードの正面およびノヴゴロド付近のヴォルホフ川の両方向から攻勢が開始された。北方軍集団(ゲオルク・フォン・キュヒラー元帥)は、3月にナルヴァやプスコフのパンター線まで撤退し（レニングラード・ノヴゴロド作戦）、レニングラードはようやく包囲を解かれた。その後、赤軍はエストニアへの圧迫を強めるとともに、フィンランドを戦争から脱落させるために、カレリア地峡およびラドガ湖北側の東カレリアからフィンランドへの攻撃に転じ、1940年のモスクワ講和条約で定められた国境線まで、フィンランド軍を押し戻している（ヴィボルグ-ペトロザヴォーツク攻勢）。

### ベラルーシの軍事的状況

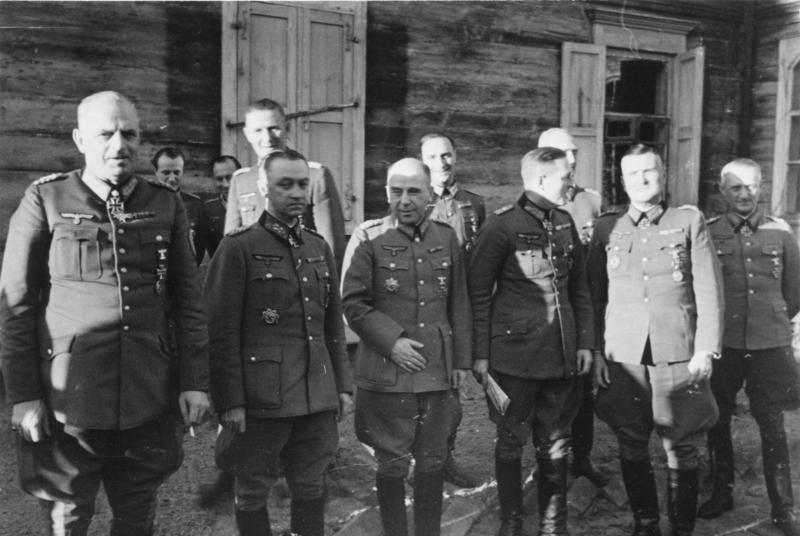
司令官エルンスト・ブッシュ（左端）ら中央軍集団の首脳（1944年5月、ロシア）

上記のように複数方面での攻勢を連結させた一連の戦役の結果、5月末の時点で回復していないソ連領は、いまやベラルーシとバルト三国のみとなっていた。ベラルーシは、東部戦線におけるドイツ軍の主力で、装甲軍を含む多くの野戦部隊を抱えた兵力50万の中央軍集団が三年来占拠していたが、バルト海から黒海にいたる戦線のうち、上記のように南方軍集団と北方軍集団が大きく後退した結果、中央軍集団の作戦地域は「バルコン」（バルコニー）とよばれる大きな突出部を形成していた。
一方、赤軍からみると、前年9月の第2次スモレンスク攻防戦によってモスクワ前面の要衝スモレンスクを奪回したとはいえ、バルト海に注ぐダウガヴァ川（ドヴィナ川）沿いのヴィテプスク（ヴィチェプスク）と、黒海に至るドニエプル川流域のオルシャ（ヴォルシャ）との間に展開した、東西に鉄道と幹線道路が走る「モスクワへの陸橋」を抑える「ヴィテプスクの門」は、ドニエプル東岸の橋頭堡を含めてドイツ軍に押さえられたままだった。したがって、今後の戦局を有利に進めるためにも、中央軍集団を排除してベルリンへの最短経路でもあるベラルーシを奪還し、さらに北方軍集団・中央軍集団・北ウクライナ軍集団の間隙にくさびを打ち込むことは、戦略上極めて重要だった。とはいえ、ベラルーシは沼沢地帯と深い森が点在し、大規模な兵力展開が困難な地形で、とくに装甲部隊が攻勢をかけられる地域は限定されており、当然ながらドイツ軍はそうした地区に強力な防禦拠点を構築していた。しかし、かつて帝政ロシアの名将アレクサンドル・スヴォーロフ元帥が言った「鹿の通れる所、そこはロシア兵も通れる」。この言葉の意味をソ連の将軍たちはよく心得ていた。

### ドイツ軍側の予測
ドイツ側も、赤軍の夏季攻勢が近いことは予期していた。ヒトラー総統と陸軍総司令部は、コーネフによるウクライナでの春の攻勢に連続するかたちで、ガリツィア方面からバルト海にめがけて突出部を切断する大攻勢を加え、北方・中央両軍集団の背後を遮断してドイツ本土への退路を一気に断つ可能性が高いと判断した。赤軍による厳格な通信封鎖と夜間移動の徹底、巧妙な偽装による大軍の隠ぺいに加え、ベラルーシでは赤軍は防御拠点の構築に力点を置いて守勢に回り、一部の部隊はウクライナに移動していると見せかけた欺瞞行動が、こうした判断に確信を加える。その結果、中央軍集団はコヴェリなど側面を重点化し、北ウクライナ軍集団との協調にあてた。この結果、ミンスク―モスクワ街道の正面は戦力が大きく低下することとなる。
一方、ソ連空軍はドイツ空軍がドイツ本土および西部戦線に重点を移したため制空権を掌握し、補給線に対する徹底した航空攻撃を加えることができた。また、鉄道や道路への妨害工作など後方攪乱を行ってきた14万人のパルチザンは、作戦が近づくにつれて活動を激化させた。この結果、中央軍集団は補給に困難をきたすようになり、多くの兵力を後方警備に割かざるをえなくなる。

## 作戦第一段階

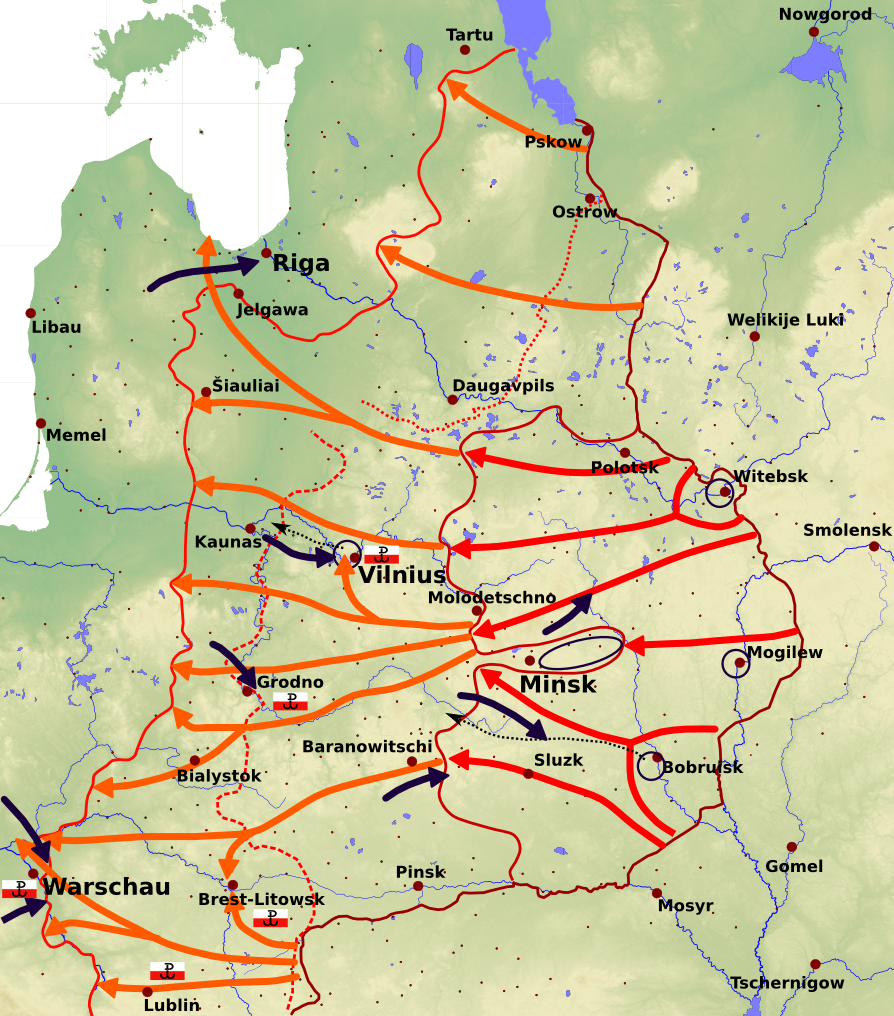
1944年6月22日 - 8月29日の戦線。朱色は作戦第一段階。オレンジは第二段階におけるソ連軍の進撃。黒はドイツ軍の反撃。

赤軍は、作戦開始日を3年前のバルバロッサ作戦開始日と同じ6月22日に設定し、南から第1ベロルシア、第2ベロルシア、第3ベロルシア、第1バルト、第2バルトの各方面軍（合計189個師団、兵力242万人）を1000キロにわたる前線に配置した。このうちドイツ軍中央軍集団の正面に展開したのは総兵力82万人、戦車5200両、大砲31,000門、航空機6,000機という空前の規模で、22日未明、猛烈な砲撃ののち、一斉に三方向から中央軍集団への攻撃を開始する。ドイツ軍が予測した、南部から左回りに旋回する攻勢ではなく、中央部を平押しするという作戦だった。ドイツ軍の6倍という圧倒的な航空支援と、濃密な重砲・カチューシャロケット砲の援護を受け、突破区域に戦車と歩兵を集中させて急進する赤軍に、戦力の劣るドイツ軍は各所で分断・包囲され、統一した作戦のもとで連携して反撃することは困難だった。特に圧倒的に優勢になったソ連空軍の攻撃力は絶大で、ソ連地上軍の前進にとって最大の障害となるドイツ軍の砲兵陣地を徹底的に破壊するとともに、移動中のドイツ地上部隊を空襲して大きな損害を与えた。
赤軍の作戦全般を統括していたのは、スターリングラード攻防戦やクルスクの戦いと同じく、今回の大攻勢も最高指揮官代理ゲオルギー・ジューコフ元帥と参謀総長アレクサンドル・ヴァシレフスキー元帥だったが、実戦経験の積み重ねとともに師団長クラスも状況に応じて臨機に行動することが許されるほど能力が向上しており、戦車の運用、砲兵・工兵など支援部隊との連携、空軍との協調も緻密になっていた。また、T-34-85中戦車やIS-2重戦車などの新兵器も大量投入されている。
これに対してドイツ中央軍集団司令部は、当初は予測されていたガリツィアからの攻勢に対する陽動作戦と判断し、さらにヒトラーの死守命令に沿うかたちで、拠点を維持して赤軍を引き付ける方針をとっていたが、これが完全に裏目に出た。包囲された各部隊は猛砲撃と航空攻撃を受け、急速に潰滅していった。ようやく赤軍の主攻勢が正面に展開しているドイツ軍拠点の包囲殲滅に向けられていると気づいた中央軍集団司令官エルンスト・ブッシュ元帥は、27日にヒトラーに繰り返し撤退を要請するが、拒絶された。ヒトラーは翌日、ブッシュを更迭して、北ウクライナ軍集団司令官だったヴァルター・モーデル元帥を後任に起用した。7月1日には、前日に撤退の進言をヒトラーに却下されて敬礼なしで退室した陸軍参謀本部総長クルト・ツァイツラー上級大将が病気休暇を要請し、ヒトラーはこれを受け入れ、7月21日に装甲兵総監ハインツ・グデーリアン上級大将を後任に起用した。

### ヴィテプスク
ドイツ軍の指導部が混乱する間、中央軍集団は急速に崩壊していった。まず、ミンスク－モスクワ街道北側のヴィテプスク（ヴィチェプスク）正面では、イワン・バグラミャン大将の第1バルト方面軍とイワン・チェルニャホフスキー大将の第3ベロルシア方面軍が、ゲオルク＝ハンス・ラインハルト上級大将の第3装甲軍を挟撃し、6月27日に街を奪回したのちフリードリヒ・ゴルビツァー歩兵大将が率いる3万人のドイツ第53軍団を包囲殲滅する一方、空白域となったダウガヴァ川（ドヴィナ川）沿いにチェンチバッジェ中将のソ連第2親衛軍を先頭にバルト海方面へと急進撃を開始し、7月13日にリトアニアの首都ヴィリニュスを奪回した。

### モギリョフ
中央部のモギリョフ（マヒリョウ）正面では、ゲオルギー・ザハロフ大将の第2ベロルシア方面軍が、フォルカース歩兵大将のドイツ第27軍団を撃破して6月27日にヴォルシャを確保した第3ベロルシア方面軍の左翼と協同し、6月28日にモギリョフを奪回するとともに、ミンスク東方のボリソフでクルト・フォン・ティッペルスキルヒ大将の第4軍を包囲し、指揮を引き継いだヴィンツェンツ・ミュラー中将らが7月11日に降伏するまでに、戦死者4万人と捕虜6万人の損害を与えた。

### ボブルイスク
さらに南部の、ベレジナ川を抑えるボブルイスク（バブルイスク）でも、6月24日にコンスタンチン・ロコソフスキー上級大将の第1ベロルシア方面軍が、湿地帯に丸太を敷いて戦車部隊を突破させるという、スターリンですら再考を促す大胆な作戦で二方向から攻勢をかけた。この作戦は、二方面攻勢の片方は助攻という常識を覆す内容だった。包囲された街から脱出したハンス・ヨルダン（Hans Jordan）大将の第9軍は、プリピャチ川沼沢地に追いつめられ、7月5日の降伏までに戦死4万人、捕虜2万人の大損害を出して潰滅した。

## 作戦第二段階

### ミンスク解放
戦線正面のドイツ軍主力の包囲殲滅という作戦第一段階の達成に成功した赤軍は、ミンスクを解放し、さらに旧国境までドイツ軍を後退させ、各軍集団を分断させるという作戦第二段階に、休むことなく移行する。まずザハロフ大将の第2ベロルシア（第2白ロシア）方面軍がドイツ第4軍を東側の正面から攻撃する一方、戦線を突破したイワン・チェルニャホフスキー大将の第3ベロルシア（第3白ロシア）方面軍に属するパーヴェル・ロトミストロフ中将の第5親衛戦車軍と、ロコソフスキー上級大将の第1ベロルシア（第1白ロシア）方面軍に属するパーヴェル・バトフ中将の第65軍が、ベラルーシの首都ミンスクの西側（背後）で南北から合流し、7月4日に3年ぶりにミンスクを解放した。

### 南北からの攻勢
バグラチオン作戦に呼応し、イワン・コーネフ元帥の第1ウクライナ方面軍は、ガリツィア方面に集結したゴットハルト・ハインリツィ大将の第1装甲軍およびヴァルター・ネーリング大将の第4装甲軍による支援行動を阻止するため、7月14日にリヴォフ＝サンドミール作戦を開始した。ルイバコフ中将の第3親衛戦車軍とワシーリー・ゴルドフ中将の第3親衛軍は、ヨーゼフ・ハルペ上級大将の北ウクライナ軍集団を攻撃し、ブロドゥイで2万5000人の第13軍団を包囲し、重火器の大半を遺棄して敗走させた。さらに7月27日にリヴィウ、8月1日にはポーランドのルブリンを占領し、カルパチア山脈以東からドイツ軍を駆逐している。
一方、北方ではイワン・バグラミャン大将の第1バルト方面軍がシャウレイ作戦を開始し、7月末にラトビアの首都リガ西方でリガ湾に達し、中央軍集団と北方軍集団を寸断することに成功している。さらに8月にはアンドレイ・エリョーメンコ上級大将の第2バルト方面軍とイワン・マスレニコフ大将の第3バルト方面軍、レオニード・ゴヴォロフ大将のレニングラード方面軍がエストニアにむけて攻勢を開始した。一方、フェルディナント・シェルナー大将の北方軍集団は、グロースドイッチュラント装甲擲弾兵師団や重巡洋艦プリンツ・オイゲンの支援を得てミタウ（現、イェルガヴァ）を奪還し、中央軍集団との連絡線を一時的に回復する（バルト海攻勢）。しかし、第1バルト方面軍に属するワシーリー・ヴォリスキー中将の第5親衛戦車軍によって10月10日にメーメルが包囲され、主力の第16軍と第18軍は東プロシアから遮断されてクールラント半島に孤立し、ロタール・レンデュリック大将のもとでクールラント軍集団に再編され、海上からの補給に頼ってそのまま敗戦を迎える（クールラント・ポケットの戦い）。

### ポーランドへの進撃
中央軍集団を撃破しミンスクを確保した第1・第2ベロルシア方面軍は、バラーナヴィチ付近で装甲部隊の機動防御を受けるものの、休むことなく第二段階の進撃を開始し、7月13日までには最前線がイドリツァ-ビリニュス-ピンスクのラインに到達、7月18日にはロコソフスキーの第1白ベロルシア方面軍に属するアレクサンドル・ルチンスキー中将の第28軍が、大戦以前の国境線だったブレスト・リトフスクを占領し、ブーク川を渡ってポーランドに入った。28日にはカウナス-ルブリン線に達し、さらにヴィスワ川のブーワビ、マグヌシェフ、サンドミエシュに橋頭堡が築かれる。8月初旬には、モスクワ防衛の殊勲者ミハイル・カトゥコフ大将の第1親衛戦車軍、スターリングラードを守り抜いたワシーリー・チュイコフ大将の第8親衛軍、ポポフ中将の第70軍など精鋭部隊が、ワルシャワ東方20kmのヴィスワ川東岸まで進んだ。しかし、双方による鉄道施設や橋梁など交通路の破壊と急速な進撃のために赤軍は補給の限界に達する。また、ドイツ中央軍集団も後退に成功した兵力の再編と増援によって強い阻止線を構えたため、ようやく戦線は膠着し、ここに作戦は大成功のうちに終結した。
赤軍は5週間で700キロ近くも前進し、ドイツ軍のお株を奪う縦深攻撃を成功させた。短期間にドイツ側の発表でも25万人の戦死者と11万を越す捕虜を出すという大打撃を与え、独ソ戦に事実上の決着をつけた戦いといえる。なお、この作戦の驚異的な成功は、冷戦下の西側世界で大いなる脅威として記憶されることとなった。

## 結果

### 軍事的結果
バグラチオン作戦はドイツの敗戦に決定的な影響を与えただけでなく、政治的展開にも永続的な影響を与えた。ドイツ軍の敗北はいよいよ不可避となり、少なくとも赤軍に交渉による講和を迫るというドイツ国防軍の希望は打ち砕かれた。この作戦前に兵力90万人とされたドイツ軍中央軍集団は、38個師団のうち28個師団を失い壊滅的な打撃を受けた。死傷者は40万人に達し、47人いた将官も31人が戦死・行方不明もしくは捕虜となった。10万を越える捕虜はスターリンの発案により、決定的な戦果を自国民に示して士気を鼓舞するとともに、ドイツはもちろん米英からの誇大な数値という疑念や逆宣伝を粉砕する目的で、7月17日にモスクワ市街を市民の前で行進させられた後、各地の収容所に送られた。東部戦線は南北に分断されて事実上崩壊し、以後ドイツ軍は絶望的な防御戦と後退戦に徹することになった。
赤軍も17万8千人以上もの戦死・行方不明者を出したが、スターリンとジューコフら赤軍上層部にしてみればその規模の損害は「織り込み済み」であり、8月以降引き続きバルカン半島（ヤッシー＝キシナウ攻勢）およびバルト三国への進攻作戦を始める。この攻勢は枢軸国からの離反を誘発させ、8月28日にルーマニア、9月24日にはブルガリアが降伏した。

### 政治的影響
ノルマンディー上陸作戦によって西側にも強力な戦線が構築されたことと相まって、挟み撃ち（二正面状態）になったドイツの敗戦は必至となり、7月20日には総統大本営（ヴォルフスシャンツェ）でクラウス・フォン・シュタウフェンベルク大佐によるヒトラー暗殺計画が実行されるが失敗に終わる。
戦後に向けた動きとして、ソ連は7月23日にモスクワで設立し戦後ポーランド共産党の母体となった「ポーランド国民解放委員会」（PKWN）を、占領したばかりのルブリンに移転させた（いわゆるルブリン政府）。8月に入って進撃が止まり、翌年1月まで赤軍がヴィスワ川から動こうとしなかった理由については、前述のように赤軍の兵站線が伸び切ったうえ、増援を得たドイツ中央軍集団の抵抗が強まったことがあげられる。しかし、ロンドンにあるポーランド亡命政府の影響下にあるポーランド国内軍によるワルシャワ蜂起が成功することを嫌ったスターリンが進撃を一時停止させ、ワルシャワ蜂起軍を見殺しにしたという見方もある（ソ連は国内軍に決起は呼びかけたが、赤軍の進撃停止は知らせなかった）。その結果蜂起は失敗、ワルシャワはドイツ軍の報復攻撃によって廃墟と化し、国内軍のわずかな生き残りは進駐してきた赤軍によって粛清された。
また、ソ連の攻勢の間に、ドイツの強制収容所や絶滅収容所が初めて大規模に解放され、ホロコーストの存在に関する広範な情報が、より広く国際社会に公開されたことも重要である。

### 日本語
- 『独ソ戦―WW2 EASTERN FRONT (歴史群像シリーズ 歴史群像アーカイブ VOL. 7) 』学習研究社。2009年。ISBN 4-056-05443-6
- パウル・カレル著、吉本隆昭監修、松谷健二訳、『焦土作戦（上、下）』、学習研究社、1999年。

ドイツ語、エストニア語、ポーランド語、フランス語
- Adolf Heusinger: Befehl im Widerstreit – Schicksalsstunden der deutschen Armee 1923–1945 Rainer Wunderlich Verlag Hermann Leins Tübingen 1950.
- Ausstellungskatalog Verbrechen der Wehrmacht – Dimensionen des Vernichtungskrieges 1941–1944. (Wehrmachtsausstellung), Hamburger Edition, Hamburg 2002, ISBN 3-930908-74-3.[A 1]
- Augustin Guillaume: La guerre germano-soviétique 1941–1945. Paris 1949.
- Andreas Hilger: Deutsche Kriegsgefangene in der Sowjetunion 1941–1956. Klartext Verlag Essen, 2000, ISBN 3-88474-857-2.
- Alexander A. Maslow, David M. Glantz (Hrsg.): Fallen Soviet generals: Soviet general officers killed in battle, 1941–1945. Taylor & Francis 1998, ISBN 0-7146-4346-7.
- Astrid Sahm: Der Zweite Weltkrieg als Gründungsmythos – Wandel der Erinnerungskultur in Belarus. Osteuropa 05/2010, S. 43–54.
- Ausstellungskatalog Verbrechen der Wehrmacht – Dimensionen des Vernichtungskrieges 1941–1944. (Wehrmachtsausstellung), Hamburger Edition, Hamburg 2002, ISBN 3-930908-74-3.[A 2]
- Bogdan Musiał: Sowjetische Partisanen in Weißrussland. Oldenbourg, 2004, ISBN 3-486-64588-9.
- Bogdan Musial: Sowjetische Partisanen 1941–1944. Mythos und Wirklichkeit. Schöningh, Paderborn 2009, ISBN 978-3-506-76687-8.
- Christof Rass: Menschenmaterial: Deutsche Soldaten an der Ostfront. Schöningh, Paderborn 2003, ISBN 3-506-74486-0 (online).
- Catherine Merridale: Ivan's War – Live and Death in the Red Army, 1939–1945. Metropolitan Books, New York 2006, ISBN 0-8050-7455-4.
- Christian Zentner: Der Zweite Weltkrieg. Moewig, Rastatt 1994, ISBN 3-8118-1625-X.
- Christof Rass: Menschenmaterial: Deutsche Soldaten an der Ostfront. Schöningh, Paderborn 2003, ISBN 3-506-74486-0 (online).
- David M. Glantz, Harold S. Orenstein (Übersetzer und Herausgeber): Belorussia 1944: the Soviet General Staff study. Frank Cass Publishers, 2001, ISBN 0-7146-5102-8.
- Dieter Pohl: Die Herrschaft der Wehrmacht. Deutsche Militärbesatzung und einheimische Bevölkerung in der Sowjetunion 1941–1944. Oldenbourg, München 2008, ISBN 978-3-486-58065-5 (Zugl.: München, Univ., Habil.-Schr., 2007).
- Dietrich von Saucken, Joachim Neumann: 4. Panzer-Division. Divisionsgeschichte, Teil 2: Der Russlandfeldzug von Mai 1943 bis Mai 1945. Selbstverlag, Coburg 1968, bzw. Die 4. Panzer-Division 1943–1945. Bericht und Betrachtung zu den letzten zwei Kriegsjahren im Osten. Selbstverlag, Bonn 1989. (stark erweiterte Neufassung der Divisionsgeschichte von 1968)
- F.I. Paul'man: Ot Narvy do Syrve. Eesti Ramaat, Tallinn 1980.（エストニア語）
- François de Lannoy: La ruée de l'Armée Rouge. Heimdal, Bayeux 2002, ISBN 2-84048-155-3.
- Frieser, Karl-Heinz; Schmider, Klaus; Schönherr, Klaus; Schreiber, Gerhard; Ungváry, Kristián; Wegner, Bernd (2007) (ドイツ語). Das Deutsche Reich und der Zweite Weltkrieg: Die Ostfront 1943/44 – Der Krieg im Osten und an den Nebenfronten [Germany and the Second World War: The Eastern Front 1943/44 - The War in the East and on the Neighbouring Fronts]. VIII. München: Deutsche Verlags-Anstalt. ISBN 978-3421062352
- Gerd Niepold: Mittlere Ostfront, Juni 1944. Verlag Mittler E.S. und Sohn GmbH, 1985 (Taschenbuch, 1991, ISBN 3-8132-0196-1.)
- Hervé Borg: Bagration 1944 ; l'élève dépasse le maître. In Histoire de guerre n°57. Histopresse Schiltigheim, April 2005, S. 24–43.
- Hermann Gackenholz: Der Zusammenbruch der Heeresgruppe Mitte 1944 in Hans-Adolf Jacobsen, Jürgen Rohwer (Hrsg.): Entscheidungsschlachten des Zweiten Weltkriegs. Bernard und Graefe, Frankfurt am Main 1960. (Gackenholz ist der Verfasser des Kriegstagebuchs der Heeresgruppe Mitte von 1943 bis 1945)
- Hermann Gackenholz: Denkschrift über den Zusammenbruch der Heeresgruppe Mitte. August 1944. In Vierteljahrshefte für Zeitgeschichte. Jg. 1955, 3. Heft, S. 317 ff. (Online-Version des Heftes (PDF; 4,8 MB) veröffentlicht vom Institut für Zeitgeschichte.)
- Irina Scherbakowa (Memorial): Wenn Stumme mit Tauben reden – Generationendialog und Geschichtspolitik in Russland. Osteuropa 05/2010, S. 17–25.
- Ivan V. Timochovič: Bitva za Belorussiju. 1941–1944. (Der Kampf um Weißrussland 1941–1944), Minsk 1994.
- Janusz Przymanowski: Studzianki. Wydawnictwo MON, 1971.（ポーランド語）
- Janusz Piekałkiewicz: Der Zweite Weltkrieg. ECON-Verlag 1985, ISBN 3-430-17479-1.
- Karl-Heinz Frieser (Hrsg.): Das Deutsche Reich und der Zweite Weltkrieg. Band 8: Karl-Heinz Frieser, Klaus Schmider, Klaus Schönherr, Gerhard Schreiber, Kristián Ungváry, Bernd Wegner: Die Ostfront 1943/44 – Der Krieg im Osten und an den Nebenfronten. Deutsche Verlagsanstalt, München 2007, ISBN 978-3-421-06235-2. (online)
- Kurt von Tippelskirch: Geschichte des 2. Weltkrieges. 2. Auflage. Athenäum-Verlag, Bonn 1956.
- Kurt Mehner (Hrsg.): Die geheimen Tagesberichte der Deutschen Wehrmachtführung im Zweiten Weltkrieg. Band 10: 1. März 1944 – 31. August 1944; Biblio-Verlag Osnabrück 1985, ISBN 3-7648-1460-8.
- Martin Dean: Collaboration in the Holocaust: Crimes of the Local Police in Belorussia and Ukraine, 1941–44. MacMillan Press Ltd. 2000, ISBN 0-333-68893-7.
- Otto Heidkämper: Witebsk. Kampf und Untergang der 3. Panzer-Armee. Vonwinckel, Heidelberg 1954.
- Philippe Naud: Opération Bagration : l'Armée Rouge lamine la Wehrmacht. In Batailles n°4. Histoire et Collections, Paris Oktober–November 2004, S. 32–43.
- Percy Ernst Schramm: Kriegstagebuch des Oberkommandos der Wehrmacht (Wehrmachtführungsstab). Band IV: 1. Januar 1944 – 22. Mai 1945; Bernard & Graefe Verlag für Wehrwesen, Frankfurt am Main 1961.
- Rolf-Dieter Müller: Der letzte deutsche Krieg, 1939–1945. Klett-Cotta, Stuttgart 2005, ISBN 3-608-94133-9.
- Rolf-Dieter Müller, Gerd R. Ueberschär: Hitlers Krieg im Osten 1941–1945. Ein Forschungsbericht. Wissenschaftliche Buchgesellschaft 2000, ISBN 3-534-14768-5.
- Rolf Hinze: Ostfrontdrama 1944 – Rückzugskämpfe der Heeresgruppe Mitte.: Motorbuchverlag, Stuttgart 1988, ISBN 3-613-01138-7.
- Roman Korab-Żebryk: Operacja wileńska AK. (Die Vilniusser Operation der Armia Krajowa); Państwowe Wydawnictwo Naukowe Warschau 1985; ISBN 83-01-04946-4.
- Steven J. Zaloga: Bagration 1944: The Destruction of Army Group Centre. Osprey 1996, ISBN 1-85532-478-4.
- Thomas Kröker: Fehleinschätzung der sowjetischen Operationsabsichten im Sommer 1944. Der Zusammenbruch der Hgr. Mitte. Dissertation. Albert-Ludwigs-Universität. Freiburg im Breisgau 1984.
- Valentin Falin: Zweite Front: Die Interessenskonflikte der Anti-Hitler-Koalition. Droemer Knaur, München 1995, ISBN 3-426-26810-8.
- Walter S. Dunn jr.: Soviet Blitzkrieg: The Battle for White Russia, 1944. Lynne Rienner Publishers, 2000, ISBN 1-55587-880-6.
- Wolfgang Benz, Barbara Distel (Hrsg.): Der Ort des Terrors. Geschichte der nationalsozialistischen Konzentrationslager. Band 8: Riga, Warschau, Vaivara, Kaunas, Płaszów, Kulmhof/Chełmno, Bełżec, Sobibór, Treblinka. C.H. Beck, München 2008, ISBN 978-3-406-57237-1.
- Wolfram Wette (Hrsg.), Gerd R. Ueberschär (Hrsg.): Kriegsverbrechen im 20. Jahrhundert; Wissenschaftliche Buchgesellschaft 2001; ISBN 3-89678-417-X
- Włodzimierz Borodziej: The Warsaw Uprising of 1944. University of Wisconsin Press Madison, 2006, ISBN 0-299-20730-7.

### 英語
- Adair, Paul (2004). Hitler's Greatest Defeat: The collapse of Army Group Centre, June 1944. Weidenfeld Military. ISBN 1854092324
- Alexander A. Maslow, David M. Glantz (Hrsg.): Fallen Soviet generals: Soviet general officers killed in battle, 1941–1945. Taylor & Francis 1998, ISBN 0-7146-4346-7.
- Andreas Hilger: Deutsche Kriegsgefangene in der Sowjetunion 1941–1956. Klartext Verlag Essen, 2000, ISBN 3-88474-857-2.
- Bergstrom, Christer. (2007). Bagration to Berlin: The Final Air Battles in the East: 1944–1945, Ian Allen. ISBN 978-1-903223-91-8.
- Catherine Merridale: Ivan's War – Live and Death in the Red Army, 1939–1945. Metropolitan Books, New York 2006, ISBN 0-8050-7455-4.
- Citino, Robert (2017). The Wehrmacht's Last Stand: The German Campaigns of 1944–1945. University Press of Kansas. ISBN 978-0700624942
- Connor, William M. (1987年). “Analysis of Deep Attack Operations: Operation Bagration, Belorussia, 22 June – 29 August 1944”. Fort Leavenworth, KS: Combat Studies Institute 2017年5月9日閲覧。
- David M. Glantz: The role of intelligence in soviet Military Strategy in World War II. Presidio Press, Novato, CA 1990, ISBN 0-89141-380-4.
- David M. Glantz: Soviet Military Deception in the Second World War. Frank Cass, London 1989, ISBN 0-7146-3347-X.
- Glantz, David M. (2002). The Battle for L'vov, July 1944. Routledge Press. ISBN 978-0714652016
- Glantz, David M.; House, Jonathan (1995). When Titans Clashed: How the Red Army Stopped Hitler. Lawrence: University Press of Kansas. ISBN 0700608990
- Dunn, Walter S. (2000). Soviet Blitzkrieg: The Battle for White Russia, 1944. Lynne Riener. ISBN 978-1555878801
- Gerd Niepold: Mittlere Ostfront, Juni 1944. Verlag Mittler E.S. und Sohn GmbH, 1985 (Taschenbuch, 1991, ISBN 3-8132-0196-1.)
- Glantz, David M.; House, Jonathan (1995). When Titans Clashed: How the Red Army Stopped Hitler. Lawrence: University Press of Kansas. ISBN 0700608990
- Hervé Borg: Bagration 1944 ; l'élève dépasse le maître. In Histoire de guerre n°57. Histopresse Schiltigheim, April 2005, S. 24–43.
- Ian Baxter: Operation Bagration – The Destruction of Army Group Centre June–July 1944. Helion & Company, 2007, ISBN 978-1-906033-09-5
- John Erickson: The Road to Berlin. Continuing the History of Stalin′s war with Germany. Westview Press Boulder 1983, ISBN 0-89158-795-0.
- Krivosheev, G. F. (1997). Soviet Casualties and Combat Losses in the Twentieth Century. London: Greenhill Books. ISBN 1853672807
- Martin Dean: Collaboration in the Holocaust: Crimes of the Local Police in Belorussia and Ukraine, 1941–44. MacMillan Press Ltd. 2000, ISBN 0-333-68893-7.
- Niepold, Gerd (1987). Battle for White Russia: The Destruction of Army Group Centre June 1944. London: Brassey's. ISBN 008033606X
- Robert Watt: Feeling the Full Force of a Four Point Offensive: Re-Interpreting The Red Army's 1944 Belorussian and L'vov-Przemyśl Operations. The Journal of Slavic Military Studies. Routledge Taylor & Francis Group 2008, ISSN 1351-8046.
- Rolf-Dieter Müller, Gerd R. Ueberschär: Hitlers Krieg im Osten 1941–1945. Ein Forschungsbericht. Wissenschaftliche Buchgesellschaft 2000, ISBN 3-534-14768-5.
- Steven J. Zaloga: Bagration 1944: The Destruction of Army Group Centre. Osprey 1996, ISBN 1-85532-478-4.
- Walter S. Dunn jr.: Soviet Blitzkrieg: The Battle for White Russia, 1944. Lynne Rienner Publishers, 2000, ISBN 1-55587-880-6.
- Watt, Robert N. (December 2008). “Feeling the Full Force of a Four Front Offensive: Re-Interpreting the Red Army's 1944 Belorussian and L'vov-Peremshyl' Operations”. The Journal of Slavic Military Studies (Routledge Taylor & Francis Group) 21 (4):  669–705. doi:10.1080/13518040802497564.
- Wolfram Wette (Hrsg.), Gerd R. Ueberschär (Hrsg.): Kriegsverbrechen im 20. Jahrhundert; Wissenschaftliche Buchgesellschaft 2001; ISBN 3-89678-417-X
- Willmott, H. P. (1984). June, 1944. Blandford Press. ISBN 0713714468
- Włodzimierz Borodziej: The Warsaw Uprising of 1944. University of Wisconsin Press Madison, 2006, ISBN 0-299-20730-7.
- Zaloga, S. (1996). Bagration 1944: The Destruction of Army Group Centre. Osprey. ISBN 978-1855324787
- Ziemke, Earl F. (1969). Battle For Berlin: End of the Third Reich. London: Macdonald
- Zimmerman, Joshua D. (2015). The Polish Underground and the Jews, 1939–1945. London & New York: Cambridge University Press. ISBN 978-1108432740

### ロシア語
- Vaigutis Stančikas (Hrsg.): Шестнадцатая Литовская. (16. Litauische Schützendivision); Verlag Gairės Vilnius 2008, ISBN 978-9955-759-12-6 (russisch, litauisch).
- Освобождение Беларуси, 1943—1944 / В. В. Абатуров, А. М. Литвин, Н. Ф. Азясский и др. — Минск: Беларуская навука, 2014. — 943 с. — ISBN 978-985-08-1714-3.
- Беларусь: памятное лето 1944 года. Материалы Международной научно-практической конференции посвященной 70-летию освобождения Беларуси от немецко-фашистских захватчиков. — Минск: Беларуская навука, 2015. — 568 с.
- Операция «Багратион»: материалы международной научной конференции [«Белорусская стратегическая наступательная операция (операция „Багратион“)»], посвященной 75-летию освобождения Белоруссии (г. Москва, 4 июня 2019 г.) / Российское военно-историческое общество и др. — Москва: Яуза-каталог, 2019. — 254 с. — (Военно-исторические книги издательства «Яуза»). — ISBN 978-5-00-155145-4.
- Синицын М. В. Операция «Багратион». Оба удара главные… — М., 2019.
- Хечоян А. В., Атоян Р. В., Вольская Е. Г., Литвин А. М., Арутюнян К. А., Гуринов Е. А. Воины-армяне в боях за Беларусь (1941–1944 гг.) / А. М. Литвина, А. В. Хечояна. — Минск: Беларуская навука, 2019. — 927 с. — ISBN 978-985-08-2445-5.
- Хечоян А. В., Атоян Р. В., Гуринов Е. А. Воины-армяне в боях за Могилевскую область в 1941–1944 гг. // Гісторыя Магілёва: мінулае і сучаснае: зб. навук. артыкулаў удзельнікаў Міжнар. навук. канф. — 2021. — 25–26 июнь. — С. 78–83.
- История второй мировой войны 1939–1945 гг. (Geschichte des Zweiten Weltkrieges 1939–1945), 12 Bände, Militärverlag der UdSSR 1973–82, (online), Offizielle Darstellung des Zweiten Weltkrieges in der Sowjetunion.
- Колесников М. П. Освобождение Белоруссии. // Военно-исторический журнал. — 1994. — № 6. — С.2-10.
- Яшин С. В. Деятельность органов военных сообщений в стратегической наступательной операции «Багратион». // Военно-исторический журнал. — 2009. — № 7. — С.52-55.